# 富良野・美瑛ノロッコ号
富良野・美瑛ノロッコ号（ふらの・びえいノロッコごう）とは北海道旅客鉄道（JR北海道）が富良野線旭川駅・美瑛駅 - 富良野駅間にて1997年（平成9年）6月から運行しているトロッコ列車（臨時列車）ノロッコ号の内の一つである。
本項では、同区間で設定された他の観光列車についても触れる。

## 概要
1989年（平成元年）6月から運行された「くしろ湿原ノロッコ号」が人気を集めたため、北海道を代表する観光路線である富良野線において、1997年（平成9年）6月から運行を開始したノロッコ号の内の一つであるトロッコ列車。ラベンダーが咲き乱れる富良野・美瑛の丘や大雪の山並みを眺めながら走る。きれいな風景を眺められる地点では、列車は減速運転を行う。「ノロッコ」とは、「ゆっくり」をあらわす「ノロノロ」と、「トロッコ」をあわせた造語である。

## 運行概況
主に6月から10月にかけて、最大3往復まで運行される。1往復（1・6号）が旭川発着、2往復（2 - 5号）が美瑛発着となる。

### 停車駅
旭川駅 - 美瑛駅 - 美馬牛駅 - 上富良野駅 - ラベンダー畑駅 - 中富良野駅 - 富良野駅

## 使用車両

### 牽引機関車
- DE15 1533 - 従来塗装。
- DE15 1534 - 2005年（平成17年）より牽引開始。従来塗装[2]。
- DE15 1535 - 2019年（令和元年）より牽引開始。新塗装[3]。

牽引機関車は、当列車専用塗装のDE15形ディーゼル機関車である。2019年（令和元年）には、DE15 1535が新たに専用塗装となり、3両体制となった。美瑛の丘をイメージした塗装の機関車2両と、ラベンダー畑と春小麦畑をイメージした新塗装の機関車1両が共通で使用される。美瑛の丘とラベンダー畑をモチーフにしたヘッドマークが取り付けられる。また、運行開始20周年など、節目の年には特別なヘッドマークが取り付けられることもある。
過去に使用された牽引機関車
- DE15 2516 - 当列車の初代牽引機関車[2]。グリーン塗装の車体をベースに、スズランやラベンダー畑が描かれていた[8]。
- C11 171 - かつて、運行開始時の2日間または繁盛期等一部の期間、蒸気機関車C11 171[9]が牽引したこともあり、この場合は「SLふらの・びえい号」として運行された。

### 客車
客車は50系客車をトロッコ仕様に改造し、自然に溶け込むように配慮された茶色（ブドウ色）を配し、レトロ調のあるイメージとした車両が使用される。旭川・美瑛方（機関車が連結されている側）が1号車である。客車は3両で、2005年（平成17年）から2017年（平成29年）までは4両に増結されることがあった。2015年（平成27年）、増結車両として使用していたナハ29000形1両の廃車により車両が不足したため、2016年（平成28年）より、かつてくしろ湿原ノロッコ号で使用されていた客車1両の使用を開始した。2018年（平成30年）より、客車は3両での運行となった。指定席が1両、自由席が2両の運行となっている。
2018年度の編成は以下のとおりである。
- 1号車：オハテフ510-51
- 2号車：オハテフ510-2
- 3号車：オクハテ510-2

※機関車は旭川方に位置し、富良野方先頭車「オクハテ510-2」最前部には運転台が設けられている。富良野へ向かう際はオクハテ510から最後尾の機関車を制御して推進運転が行われる。
過去に使用された客車
- ナハ29002 - かつて繁忙期の増結車両に使用されていたが、2018年（平成30年）に廃車された[14]。
- ナハ29003 - 2003年（平成15年）6月より増結車両として編成に加えられた[15]。2015年度に廃車された[16]。
- SLすずらん号の客車 - 2000年（平成12年）に運行されたSLふらの・びえい号は、SLすずらん号で使用していた客車を牽引していた[17]。
- 初代くしろ湿原ノロッコ号の客車 - ヨ4350、トラ71422、スハフ42 2245の3両が1997年 - 1998年（平成10年）の2年間のみ使用された[18]。転用時に車体側面のイラストが一部変化した[8]。

## 沿革
- 1997年（平成9年）6月24日・6月25日：「富良野・美瑛ノロッコ号」運行開始[19]。1997年はこの2日のみの運転であった[19]。
- 1998年（平成10年）7月1日：1998年の運行を開始する[8]。この年は8月31日まで運転された。
- 1999年（平成11年）
  - 6月11日：新型車両での運転を開始[7][15]。「SLふらの・びえい号」運行開始[7][20]。
  - 12月23日：「ふらの・びえい雪原ノロッコ号」が旭川駅 - 富良野駅間で運行開始[21]。
- 2002年（平成14年）2月24日：「ふらの・びえい雪原ノロッコ号」運行終了[22][23]。
- 2003年（平成15年）6月7日：ナハ29003が連結開始し、一部の期間で客車3両編成となる[15]。
- 2004年（平成16年）：この年より、全ての列車が客車3両編成となる[24]。
- 2005年（平成17年）
  - 4月：DE15 2516での牽引を終了[2]。
  - 6月4日：機関車塗装をリニューアルしたDE15 1534での牽引を開始[2][7][25]。
  - 7月1日：この年より、8月上旬までの期間、4両編成に増結して運転[26]。
- 2010年（平成22年）10月16日：「秋の南富良野ノロッコ号」運行開始[27]。
- 2012年（平成24年）10月14日：「秋の南富良野ノロッコ号」運行終了[28]。
- 2014年（平成26年）6月8日：この日をもって「SLふらの・びえい号」運行終了[29][30]。
- 2015年（平成27年）：1号のみ停車していた西神楽駅が通過となる[30]。この年をもってナハ29003の連結を終了し、後に廃車[16]。
- 2016年（平成28年）6月：オハテフ510-2が連結開始[31][32]。
- 2017年（平成29年）6月：オハテフ510-2の塗装をブドウ色に変更[33]。
- 2018年（平成30年）：客車が3両編成となる[12]。ナハ29002が廃車[14]。
- 2019年（令和元年）6月8日：ヘッドマークが新しいものとなる。DE15 1535が使用開始[3]。1号車にWi-Fiを設置[6]。
- 2020年（令和2年）
  - 6月13日：運転開始が予定されていた[34]が、新型コロナウイルス感染拡大の影響で、7月17日までの全列車が運休。
  - 7月18日：運転開始。指定席を2両とし、乗客同士の間隔を空けるため、席数を4割程度減らして発売[35]。
- 2021年（令和3年）
  - 6月19日：運転開始が予定されていたが、新型コロナウイルス感染拡大の影響で、6月30日までの全列車が運休[36]。
  - 7月1日：運転開始。

## 車内サービス
1999年（平成11年）時点では、専用の制服を着た車掌と「ノロッコレディ」と呼ばれた乗務員が乗務していた。車内では地ビールをはじめとした地元の特産品、ノロッコ号のグッズなどが販売されていた。2004年（平成16年）時点でも同様であった。2018年（平成30年）現在、利用客には「乗車証明書」が配布される。
また車内には装飾が行われ、かつて9月 - 10月にはハロウィンの装飾などが行われたこともあった。

## ギャラリー

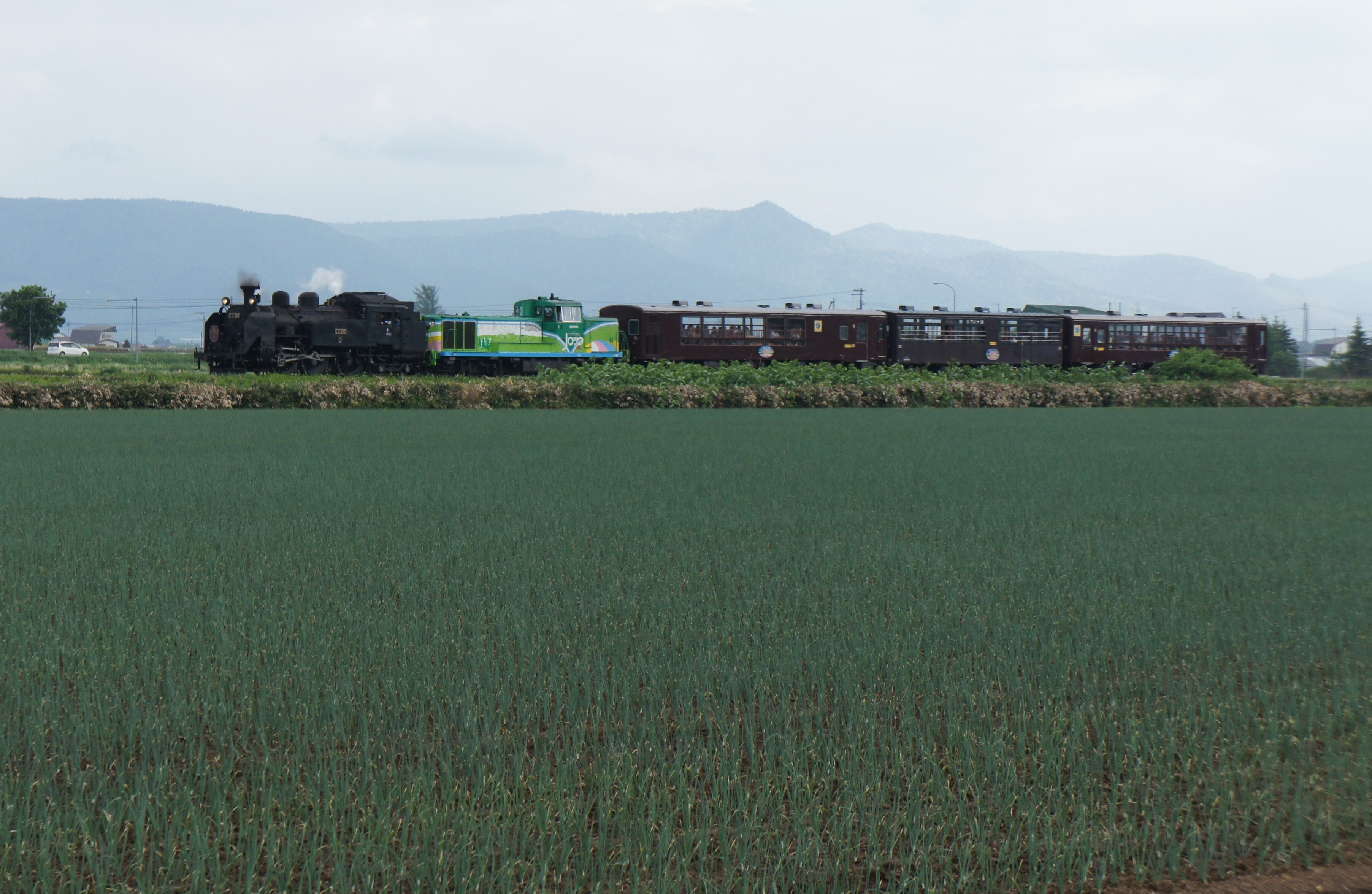
2014年まで、運行初日と2日目はSLが牽引しSLふらの・びえい号として運行された。（富良野郊外にて）
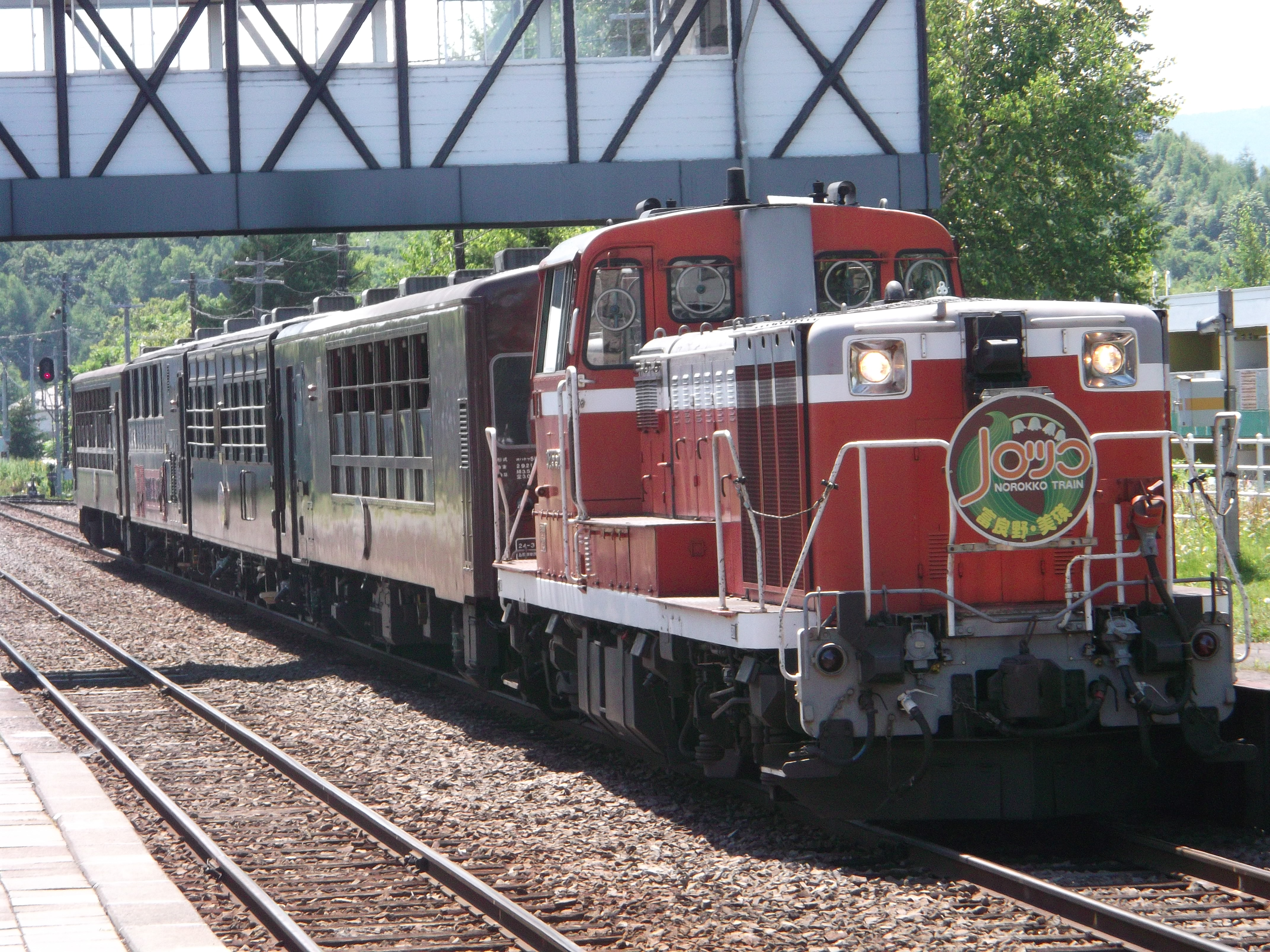
ノロッコ塗装の機関車故障のためノロッコ号を牽引するDE15 1524（2012年7月・美瑛駅）
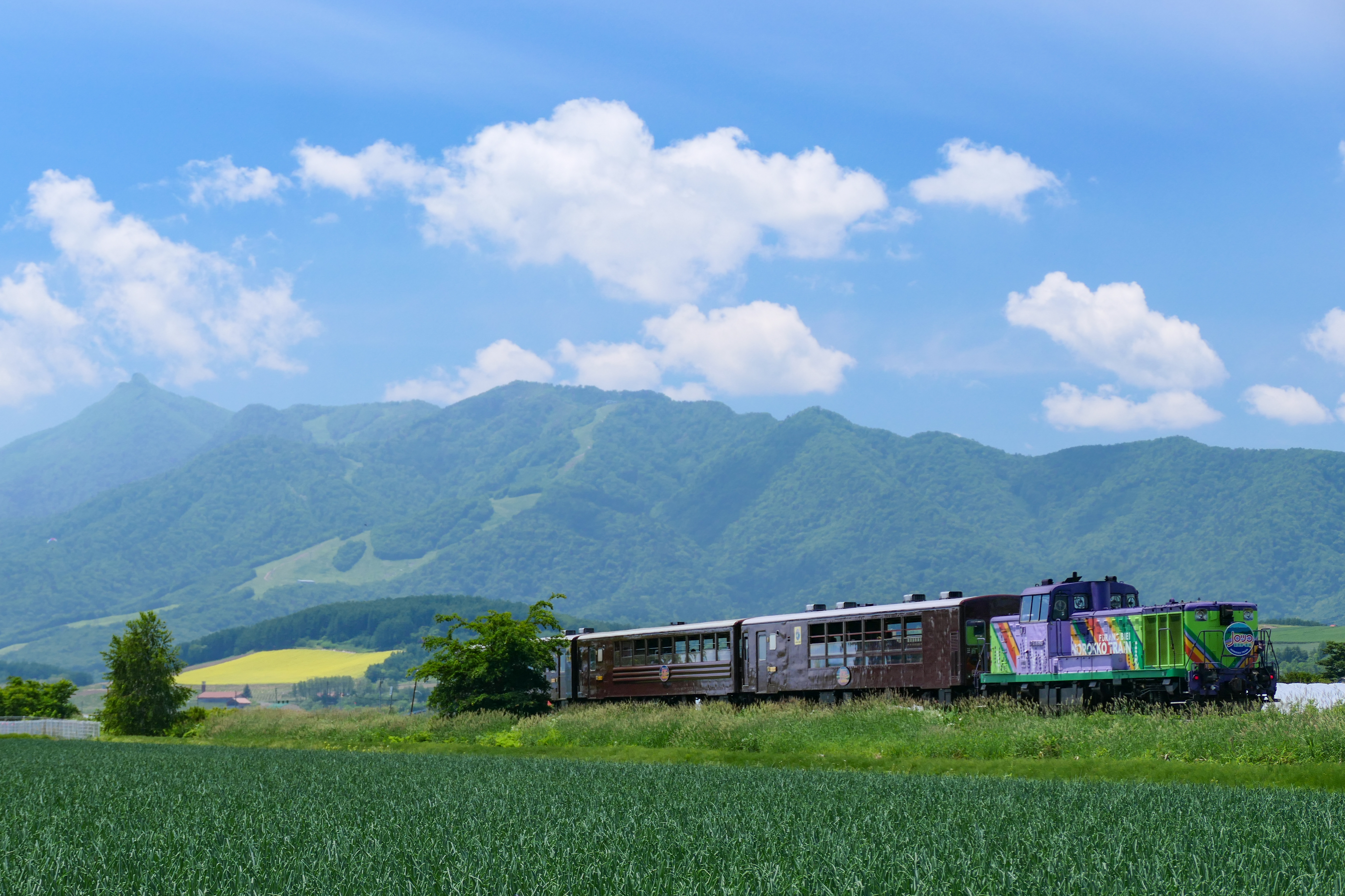
鹿討 - 学田間を走行する「富良野・美瑛ノロッコ号」1号

## その他の臨時列車

### ふらの・びえい雪原ノロッコ号
1999年（平成11年）12月23日に旭川駅 - 富良野駅間で運転を開始したノロッコ号の臨時列車。冬季間の週末を中心に、1日1往復運転された。DE15形ディーゼル機関車のラッセルヘッドを旭川方に連結した状態で運行された。実際にラッセル仕業は行われてはいなかったが、ラッセル機関車が牽引するということで集客効果を狙っての運行であった。ラッセル機関車付きの営業列車は、この列車が全国で初めてであった。2002年（平成14年）2月24日をもって運転を終了した。

### SLふらの・びえい号
1999年（平成11年）6月に旭川駅 - 富良野駅間で運転を開始した臨時列車。運転を開始したかつてノロッコ号の車両を蒸気機関車で牽引する際、この名称で運転された。また年によっては、SLすずらん号で使用していた客車を牽引していたこともあった。運行開始時のキックオフイベントとして6月の数日間運転されたほか、「ふらの・ワインぶどう祭り」等の沿線のイベントに合わせて運転されることもあった。2014年（平成26年）6月をもって運転を終了した。

### 秋の南富良野ノロッコ号
2010年（平成22年）10月16日に旭川駅 - 新得駅間で運転を開始したノロッコ号の臨時列車。初年度は2日間のみの運行であったが、好評だったため、翌年からは秋季に運行されていた「富良野・美瑛ノロッコ号」をすべて運休し、期間中の週末を中心に1日1往復運転された。紅葉で有名な「かなやま湖」を望むことができた。機関車や客車には、秋のかなやま湖をモチーフにしたヘッドマークが掲出された。停車駅は以下の通り。2012年（平成24年）10月14日の運転を最後に設定されていない。現在は再び「富良野・美瑛ノロッコ号」の運転となっている。
- 旭川駅 - 美瑛駅 - 上富良野駅 - 中富良野駅 - 富良野駅 - 幾寅駅 - 新得駅

### 貸切運転
2005年（平成17年）9月 -10月の期間、期間限定企画として、「富良野・美瑛ノロッコ号」の貸切販売を行ったことがあった。旭川駅 - 富良野駅間、または美瑛駅 - 富良野駅間を1往復するコースで、1名から168名までの利用が可能であった。

## ふらの・びえい号
2018年（平成30年）6月30日から運行を開始した、富良野線旭川駅 - 富良野駅間にて運転する臨時列車である。キハ183系気動車で運転される。
ラベンダーの最盛期である7月、富良野・美瑛ノロッコ号は混雑が激しくなっていた。また、2018年（平成30年）よりノロッコ号の編成が3両編成となった。そのため、特に混雑が激しいノロッコ1号・2号の混雑緩和を図るため、同年より同列車の後を走る臨時列車が運転されることとなった。特急形車両で運転されるが、乗車券のみで乗車できる。

### 沿革
- 2018年（平成30年）6月30日：8月12日までの期間、「快速ふらの・びえい号」を運行開始[44]。
- 2019年（令和元年）7月6日：8月12日までの期間、「ふらの・びえい号」を運転。「快速」の表記がなくなる[45]。
- 2020年（令和2年）：当初運転が計画されていた[46]が、新型コロナウイルスの影響で、この年の全列車が運休。
- 2021年（令和3年）：運転が計画されなかった[47]。

### 運行概況
ラベンダーの最盛期である7月から8月にかけて、1日1往復運転される。

#### 停車駅
旭川駅 - 美瑛駅 - 美馬牛駅 - 上富良野駅 - ラベンダー畑駅 - 中富良野駅 - 富良野駅

#### 使用車両
苗穂運転所所属のキハ183系気動車3両で運転される。前面にはラベンダーをあしらったヘッドマークが掲出される。全車自由席。